# Samuel J. Potter
Samuel John Potter, född 29 juni 1753 i South Kingstown, Rhode Island, död 14 oktober 1804 i Washington, D.C., var en amerikansk politiker (demokrat-republikan). Han representerade delstaten Rhode Island i USA:s senat från 1803 fram till sin död.
Potter var elektor i 1792 och 1796 års presidentval i USA. Han efterträdde 1803 Theodore Foster som senator för Rhode Island. Han avled följande år i ämbetet och efterträddes av Benjamin Howland. Potter gravsattes på familjekyrkogården i Little Rest (numera Kingston).